# هوارد ماكدونالد
هوارد ماكدونالد هو سياسي كندي، ولد في 18 يوليو 1885، وتوفي في 29 أكتوبر 1960. حزبياً، نشط في حزب الائتمان الاجتماعي في ألبرتا ‏. وقد انتخب عضو الجمعية التشريعية ألبرتا.